# Arturo Benedetti Michelangeli
Arturo Benedetti Michelangeli (n. 5 ianuarie 1920, Brescia, Italia – d. 12 iunie 1995, Lugano, Cantonul Ticino, Elveția) a fost un pianist clasic italian. Este considerat unul dintre cei mai importanți și individuali virtuozi ai pianului din secolul al XX-lea, alături de nume ca Vladimir Horowitz și Sviatoslav Richter. Este deseori considerat cel mai important pianist italian după Ferruccio Busoni.